# Русоцин (Поморське воєводство)
Русоцин (нім. Russotschin) — велике поселення в Польщі, розташоване в Поморському воєводстві, Гданського повіту, гміни Прущ-Гданський, в якому проживає близько 900 осіб.
У 1945-1998 роках місто адміністративно належало до Гданського воєводства.

## Історія
Русоцин примикає до міста Прущ-Гданський і є одним із найстаріших сіл цього регіону. Перші історичні згадки про нього датуються 1296 роком. У документах власником згадується Воислав з Русоцина. Відомо, що він був прапороносцем Гданська. Згідно з джерелами, на той час він був відомою особистістю.

## Пам'ятники

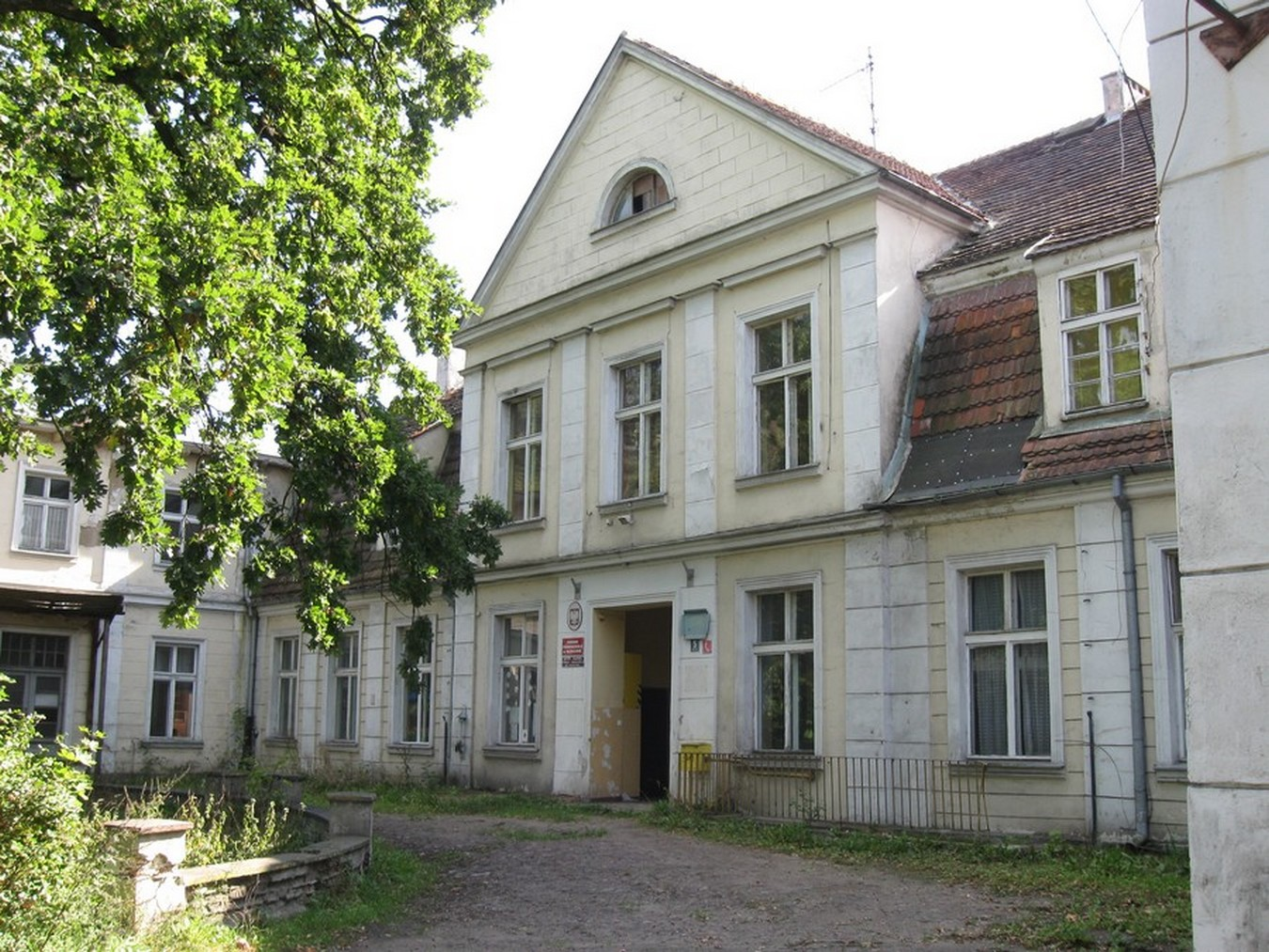
Палац з боку проїзду

## Транспорт і зв'язок
Поруч із селом знаходиться розв’язка кільцевої дороги Труймяста S6 та національної дороги 91, а за декілька сотень метрів — розв’язка DW226 та автостради А1 (E75). Вимірювання дорожнього руху на національній дорозі № 91, проведені у 2013 році, показали, що через її перехрестя в Русоціні з дорогою на Цеплево проїжджало 17 525 транспортних засобів на день. Автобусне сполучення з Гданськом здійснюється лініями 50, 400, 401 і 831.